# Altenhof
Altenhof es un municipio situado en el distrito de Llanura Lacustre Mecklemburguesa, en el estado federado de Mecklemburgo-Pomerania Occidental (Alemania), a una altitud de 80 metros. Su población a finales de 2016 era de 400 habs. y su densidad poblacional, 22 hab/km².
Se encuentra al suroeste del distrito, junto a la frontera con el distrito de Ludwigslust-Parchim y el estado de Brandeburgo.